# Nothing Phone 2a
Nothing Phone (2a) та Nothing Phone (2a) Plus — смартфони середнього рівня, розроблені компанією Nothing. Основними відмінностями між смартфонами є кольори та кращі процесор, потужність зарядки передня камера в Plus-моделі.

## Історія
Перша інформація щодо Phone (2a) почала з'являтися в грудні 2023 року. 1 лютого 2024 року Nothing опублікувала тизер Phone (2a). Також на початку лютого з'явилися зливи зовнішнього вигляду Phone (2a) у чохлі, що прикриває дизайн, на яких видно передню частину смартфона та задню з острівцем камери в центрі та спалахом зверху-справа від нього як це реалізовано у фінальній моделі. Приблизно в цей же час з'явилися рендери Phone (2a) з дизайном, що більш подібний на минулі смартфони Nothing, але без Інтерфейсу Ґліфів. Пізніше виявилося, що цей рендер не має відношення до Phone (2a), а є концептом невипущеного продукту Nothing. Також на YouTube-каналі Nothing було опубліковане відео створення ними цього фейку. 20 лютого 2024 року Nothing розсекретила чипсет, що встановлений у Phone (2a) — модифікована версія MediaTek Dimensity 7200 під назвою Dimensity 7200 Pro. Тоді ж з'явилися рендери Phone (2a) з дизайном подібним до фінального.
5 березня 2024 року Nothing представила Phone (2a). В цьому ж місяці Nothing анонсувала проєкт Community Edition, метою якого було створення разом із спільнотою Nothing нового дизайну Phone (2a). Також в квітні ексклюзивно для Індії був представлений синій варіант кольору, а в травні був представлений Phone (2a) Special Edition.
18 липня 2024 року Nothing оголосила дату запуску Phone (2a) Plus, а 25 липня розсекретила встановлений у ньому чипсет — Dimensity 7350 Pro.
31 липня 2024 року Nothing представила Phone (2a) Plus, а вже 30 жовтня 2024 року був представлений Phone (2a) Plus Community Edition.

## Дизайн

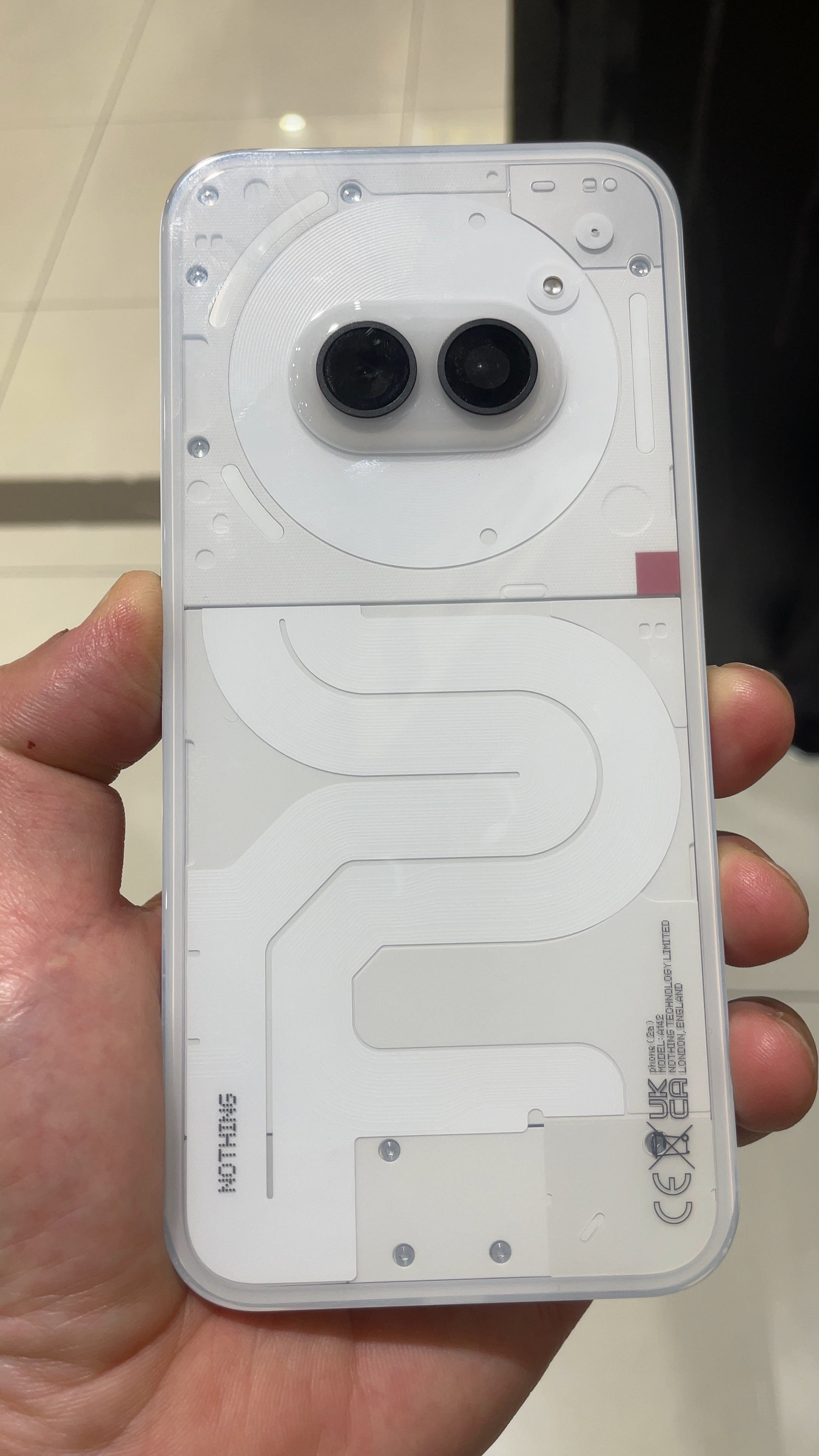
Задня панель Phone (2a)

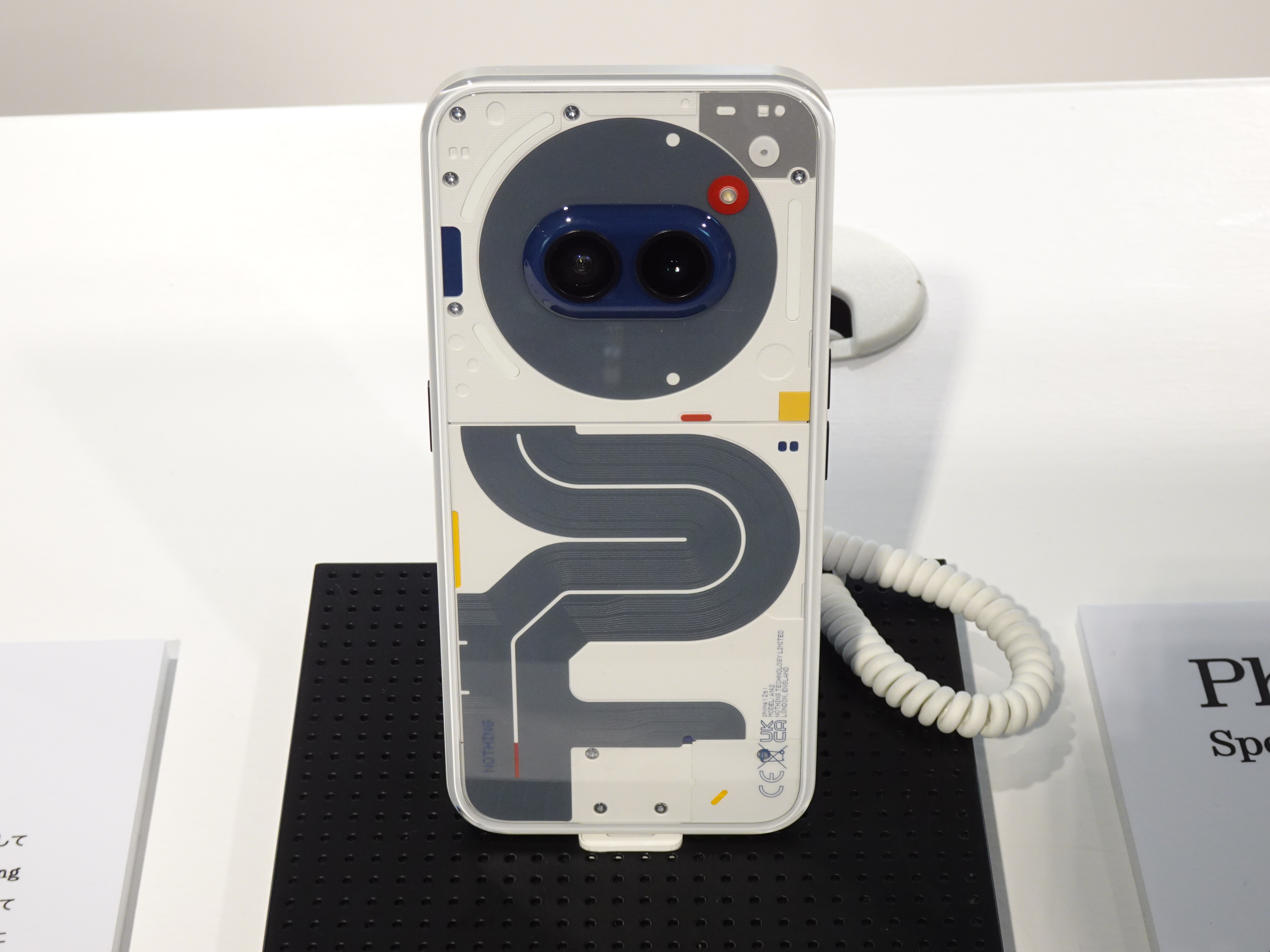
Задня панель Phone (2a) Special Edition

Передня частина виконана зі скла, рамка — з матового пластику, а задня частина — з глянцевого прозорого пластику. Також присутній захист по стандарту IP54.
Знизу знаходяться лоток зі слотами під 2 SIM-картки, мікрофон, роз'єм USB-C і динамік, а зверху — додатковий мікрофон. Зліва розміщені кнопки регулювання гучності, а справа — кнопка блокування. Ззаду знаходяться горизонтальний овальний острівець подвійної камери, що розташований в центрі, LED-спалах та 3 LED-стрічки (так званий «Інтерфейс Ґліфів»).
Початково Nothing Phone (2a) поступив у продає в трьох кольорах: чорному, білому та молочному. На наступний місяць після релізу Phone (2a) отримав синій варіант кольору, що доступний тільки на індійському ринку. В травні 2024 року був представлений варіант Phone (2a) Special Edition, що, за словами Nothing «відзначає основні кольори та їх місце в ідентичності бренду Nothing», а саме білий — колір більшості продуктів Nothing, червоний — колір акценту в більшості продуктах Nothing, синій — один із варіантів кольору Phone (2a) та жовтий — один із варіантів кольору навушників Ear (a).
Phone (2a) Plus доступний в чорному та сірому кольорах. На відміну від Phone (2a), де всі декоративні елементи під задньою панеллю є матовими, у Phone (2a) Plus деякі із цих елементів — глянцеві.

## Технічні характеристики

### Апаратне забезпечення
Phone (2a) отримав SoC MediaTek Dimensity 7200 Pro, а Phone (2a) Plus — Dimensity 7350 Pro. Обидві системи мають графічний процесор Mali-G610 MC4. Phone (2a) доступний в конфігураціях 8/128, 8/256 та 12/256 ГБ, а Phone (2a) Plus — 8/256 та 12/256 ГБ. Пристрої використовують оперативну пам'ять типу LPDDR4X та постійну типу UFS 2.2. 
Батарея отримала об'єм 5000 мА·год. Також Phone (2a) підтримує швидку зарядку потужністю до 45 Вт, а Phone (2a) Plus — до 50 Вт.
Смартфони отримали 6,7-дюймовий AMOLED-дисплей з роздільною здатністю Full HD+ (2412 × 1080), співвідношенням сторін 20:9, щільністю пікселів 394 ppi, частотою оновлення 120 Гц, підтримкою технології HDR10+ та круглим вирізом під фронтальну камеру, розміщеним зверху в центрі. Також під дисплей вбудовано оптичний сканер відбитків пальців.
Смартфони отримали стереодиниаміки, де роль другого динаміка виконує розмовний динамік.
Смартфони отримали основну подвійну камеру із ширококутним об'єктивом Samsung ISOCELL GN9 на 50 Мп з діафрагмою f/1.88, фазовим автофокусом та оптичною стабілізацією зображення і надширококутним об'єктивом Samsung ISOCELL JN1 на 50 Мп з діафрагмою f/2.2 і кутом огляду 114°. Також смартфони отримали ширококутну передню камеру, де в Phone (2a) це Sony IMX615 на 32 Мп з діафрагмою f/2.2, а в Phone (2a) Plus це Samsung ISOCELL JN1 на 50 Мп з діафрагмою f/2.2. Основна камера смартфонів та передня камера Phone (2a) Plus вміють записувати відео в роздільній здатності 4K@30fps, а передня камера Phone (2a) Plus — 1080p@60fps.

### Програмне забезпечення
Phone (2a) був випущений на Nothing OS 2.5, а Phone (2a) Plus — Nothing OS 2.6, які працюють на базі Android 14. Пізніше смартфони були оновлені до Nothing OS 3.0 на базі Android 15. Також з оновленням до Nothing OS 3.0 моделі отримали функцію «Обвести й знайти» (англ. Circle to Search), яка дозволяє шукати обведений на екрані користувачем об'єкт.

## Phone (2a) Plus Community Edition

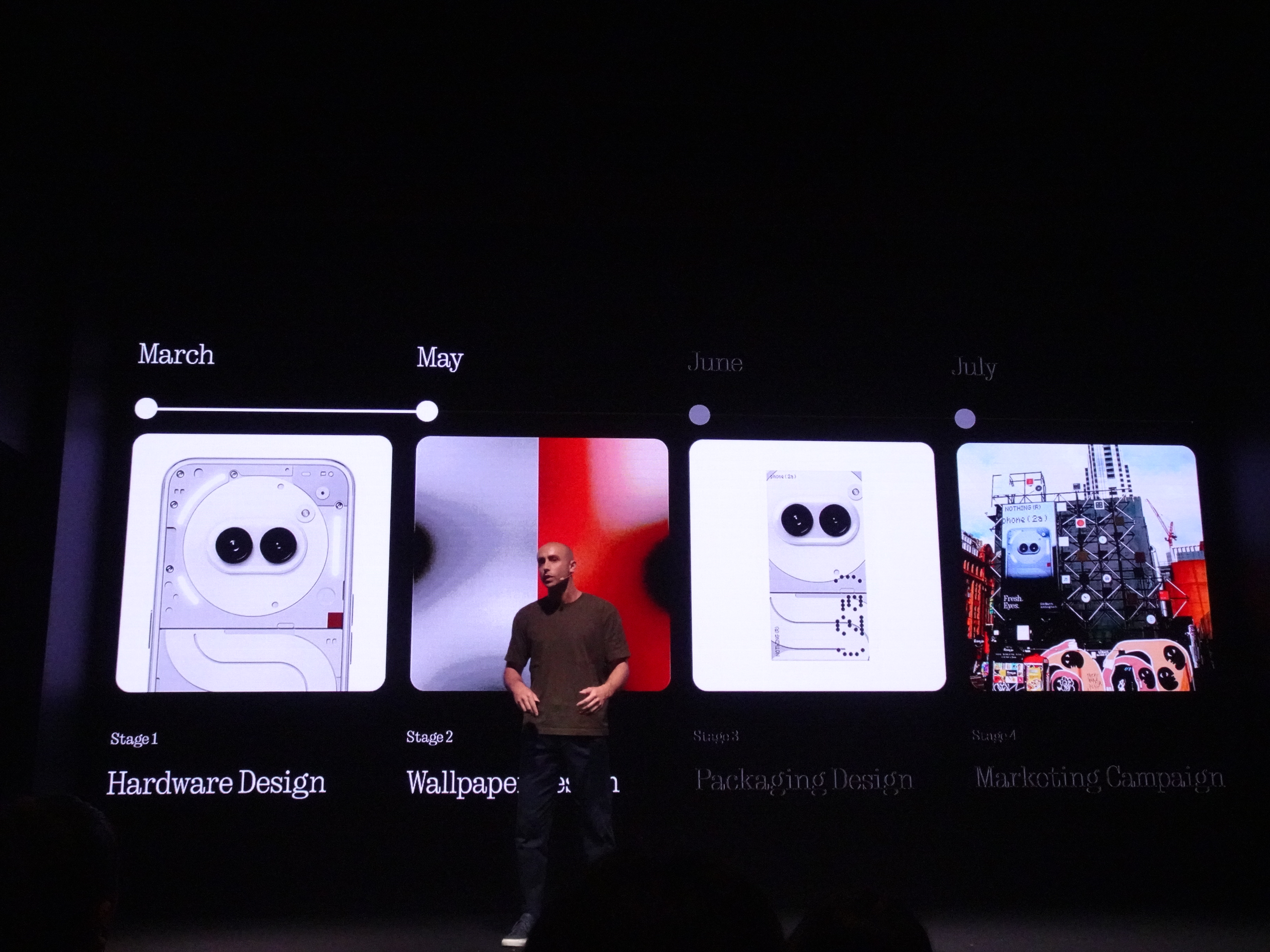
Етапи проєкту Community Edition

В березні 2024 року через кілька днів після анонсу Phone (2a), Nothing анонсувала проєкт Community Edition, метою якого було створення разом із спільнотою Nothing новий дизайн Phone (2a). Проєкт включав 4 етапи:
1. дизайн пристрою;
2. дизайн шпалер;
3. дизайн пакування;
4. маркетингова кампанія.

30 жовтня 2024 року Nothing анонсувала Phone (2a) Plus Community Edition, який виявився спеціальним виданням Plus-, а не базової моделі. Ззовні Phone (2a) Plus Community Edition відрізняється від звичайного Phone (2a) Plus фосфоресцентними елементами, що світяться в темряві. Також смартфон має ексклюзивні шпалери і поставлявся в стилізованій коробці. Всього було випущено 1000 одиниць для продажу. Phone (2a) Plus Community Edition поставлявся тільки в конфігурації 12/256 ГБ за ціною £399.